# 液晶

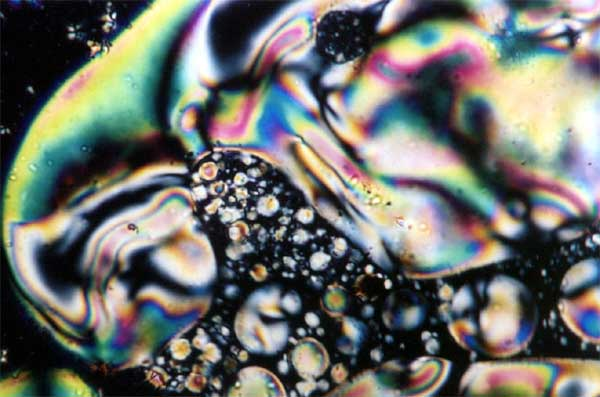
ネマチック液晶におけるシュリーレン現象

液晶（えきしょう、英: Liquid Crystal）は、液体のような流動性と、結晶のような異方性を兼ね備えた物質である。一部の液晶は、電圧を印加すると光学特性が変化する。この性質を応用した液晶ディスプレイなどの製品が広く普及している。

## 概要
液晶は、液体と結晶の間に出現する中間相の一種で、細長い分子や円盤状の分子が、分子の方向はある規則に従って揃っているが、分子の位置は結晶ほどの強い対称性を持たない状態の総称である。

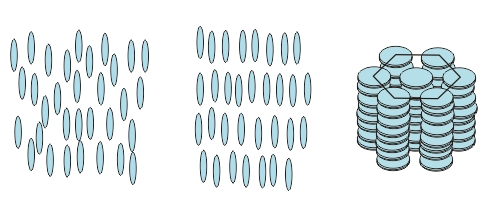
ネマチック液晶(左）では細長いか円盤状の分子が向きをそろえ、ランダムに浮遊している。スメクチック液晶(中）は通常は棒状の分子から構成され、層構造（1次元周期構造）である。カラムナー液晶（右）は円盤状の分子から構成されることが多く、2次元的な周期構造を持っている。

液晶は、各分子の重心位置の配置の規則性の程度によって分類される。例えば、一般的な液体と同様に、分子の配置に対称性がないネマチック液晶、1次元の対称性を持つスメクチック液晶、2次元の対称性を持つカラムナー液晶などである。歴史的には、ネマチック液晶、スメクチック液晶にコレステリック液晶を加えた3分類が現在でも用いられているが、後述するようにコレステリック液晶はネマチック液晶に含まれる。また、中間相には液晶の他に、結晶と同様の3次元的な重心秩序は存在するが、分子の方向はランダムな柔粘性結晶（Plastic Crystal)がある。かつて液晶の命名は、研究者により非系統的に行われていたが、2001年にIUPAC（国際純正・応用科学連合）が国際液晶学会の協力の下、名称定義に関する勧告を公表しており、本稿での名称はそれに準じたものである。
すべての物質が液晶状態となるわけではなく、多くの物質は結晶から液体へと直接変化する。液晶相を発現する物質の中で、温度変化により結晶と液体の間に液晶状態をとるものをサーモトロピック液晶、溶媒へ溶解するとある濃度範囲で液晶となるものをリオトロピック液晶と呼ぶ。また、細長い分子からなる液晶をカラミチック液晶、円盤状分子からなる液晶をディスコチック液晶と呼ぶ。

## 液晶相の種類

### 重心の位置がランダムな液晶

#### ネマチック液晶(N液晶)
ネマチック液晶は棒状分子の向きが平均して同一方向に揃っており、分子の重心秩序はまったくランダムな中間相である。ネマチック液晶は、普通の液体と同様の流動性がある。通常のネマチック相では分子の頭尾の向きには規則性はなく、また分子の配向方向に垂直な面内では分子の向きはランダムである。N液晶となる分子には極性を持つ物も多いが、一般的なN液晶は非極性である。
「ネマチック」という名称はギリシア語の「糸」に由来し、ネマチック液晶を顕微鏡で観察すると、糸状の構造が見られることからフリーデルが命名した。分子の平均配向方向は文字nで表記され、配向ベクトル(Director)と呼ばれている。非極性であるので物理的にn=-nであることから、ベクトル表記はされない。
棒状分子が1方向に並んでいるので配向ベクトル方向とそれと垂直方向では、屈折率や誘電率が異なっている。N液晶は光学的1軸性物質で、棒状分子のN液晶は正の1軸性である。誘電率については、分子構造により、正の異方性のものも、負の異方性のものも存在する。
ネマチック液晶には流動性があり、液体と同様に形態変化しても元の形には戻らない。しかし、配向ベクトルの空間分布に関しては、全体で一様である方がエネルギー的に有利であるため、与えられた条件下で変形のエネルギーが最小となるような空間分布となる。ただし、局所的な配向変化を安定状態に引き戻す復元力は小さいため、外部電場の印加により容易に配向ベクトル方向を変化できる。電場印加後は復元力により自動的に電場印加前の状態へと復帰する。これを利用したのが液晶ディスプレイである。

#### ディスコチックネマチック相
円盤状分子からなるネマチック相である。配向ベクトルは円盤面に垂直な方向となる。このため、棒状分子からなるネマチック相とは逆に、負の光学1軸性を示すことが普通である。

#### カイラルネマチック相（N*相）
カイラルネマチック相は歴史的にはコレステリック液晶と呼ばれていた状態で、外観がネマチック相と大きく異なるために、別の液晶状態として命名された。コレステリック液晶という名称はコレステロール誘導体で発見されたことに由来する。
ふつうのN液晶は、不斉炭素のない分子か、ラセミ体混合物など掌性を持たない分子により構成されるのに対して、カイラルネマチック相は、掌性のある分子か、ネマチック液晶に掌性のある分子を加えた時に発現する状態で、配向ベクトルの方向が配向ベクトルに垂直な一つの軸方向で螺旋状の変化していく構造をしている。
カイラルネマチック液晶のように、不斉構造を持つ液晶相は、その元である相に*マークをつけて不斉構造の存在を示す。カイラルネマチック相はこの規約に従いN相に*をつけてN*相と表記する。ただし、歴史的経緯によりCh相と表記される場合もある。
N*相は螺旋周期に平均屈折率をかけた波長の光を反射する。左巻きのN*相は左円偏光のみを反射し、右円偏光は反射せずに透過する。右巻きのN*相は逆に右円偏光のみを反射する。この現象は選択反射と呼ばれている。選択反射が可視領域にあると、N*相は色づいて見える。この現象を利用したのが液晶温度計である。

#### ブルー相（BP相）
N*相と等方相との間にN*相ではない中間相が出現することがある。この状態も配向ベクトル方向のねじれ構造を持つが、N*相とは異なり、複数の方向にねじれるダブルシリンダー構造となっている。この相の研究初期に見いだされた状態が青色を示したことからブルー相と呼ばれるようになったが、全てのブルー相がブルーに発色するわけではない。3種類のブルー相の存在が知られている。

### 重心位置に1次元周期構造（層構造）を持つ液晶相
重心位置に1次元の周期構造を持つ液晶群はスメクチック液晶（Sm液晶）と呼ばれている。Sm相は1次元的な重心の周期構造(層構造)を持ち、結晶的な側面を持ち、液体やネマチック相のような流動性はない。シャボン膜も両親媒性分子が層をなす構造となっており、Sm相の一種として考えることが出来る。スメクチック液晶の語源は石けんを意味するギリシャ語に由来する。
Sm相は層内の分子の配置によりSmA、SmB、SmC,....と、さらに複数の状態に分類されている。命名は発見順になされており、液晶の状態を反映したものではない。かつて、Sm液晶とされていたものの中には、現在は別の名称が使われている物もある。

#### SmA、SmC相
1次元的な周期構造を持つが、層内には重心の秩序はない2次元液体状態の相である。SmA相では分子長軸は層法線方向を向いているが、SmC相では層法線に対して有限の傾き角を持っている。傾き方向は層をまたいで同方向であるが、中には、層毎に逆方向に傾くものもあり、SmCA相と呼ばれている。

#### SmB、SmF、SmI相
1次元的な周期構造に加え、層内で分子は六方対称の配置をしている。六方対称の格子方位は長距離秩序を持つが、分子の重心位置については、短距離の秩序しか存在しない。このような構造は、六角形の格子の中に、5角形と7角形の格子が組合わさった欠陥が存在することにより作り出されている。
これらの相はヘキサチック相とよばれSmBHEXのように記述されることもある。SmB相では分子長軸は層法線に平行、SmF相とI相は有限の傾きがある。SmF相では個々の分子は第2隣接分子方向に傾くのに対し、SmI相では隣接分子方向に傾いている。

#### CryB,CryG,CryH相
層内でも六方格子を組んでおり、分子の重心位置にも3次元的な秩序がある。これらの相は液晶研究者が研究対称としていたためSm相として分類されていたが、2001年のIUPACの勧告以来、Cry相と呼ばれるようになっている。完全な結晶との違いは分子長軸回りの回転が止っていないことである。直鎖アルカンでは、液体と結晶の間にローテーター相と呼ばれる状態が存在するが、これらのCry相は直鎖アルカンのローテーター相に相当するものである。CryB相は分子は層法線方向を向いているのに対して、CryG相とCryH相では分子は相法線から傾いている。CryBとSmBHEXは顕微鏡観察での区別が困難であるため、古い文献に記載されているSmBはSmBHEXの場合もCryBの場合も存在する。

#### CryE,CryJ,CryK相
これらの相では層内の配置が矩形格子となっている。また、分子の配置は矢筈型構造となっている。CryEでは分子は層に対して垂直で、CryJとCryKは傾いている。これらの相は光学的に2軸性を示す。

#### Cubic相
層構造がねじれて3次元構造を形成したもので、かつてはSmD相と称されていたが、3次元構造であることより、液晶からは外されている。

#### SmA*相およびTGB相
不斉炭素を含む分子からなるSmA相では通常の場合は不斉構造によるねじれはSm相の層構造により抑制され掌性のないSmA相と区別の付かない状態となる。特に不斉炭素を含んだ状態であることを示す場合にはSmA*相と表記することがある。
高温側の相との転移点近傍で層構造が柔らかく、また、分子のねじれ力が強い場合には、層構造に周期的に螺旋転位が発生し層が捻れていく構造となる。この状態はツイストグレインバウンダリー（TGBA*）相と呼ばれている。同様にSmC相の層が捻れたTGBC*相も存在する。

#### SmC*相および副次相
多くの化合物ではSmC相に不斉構造を導入した場合に、層のねじれが生じることなく、分子の傾き方向が層ごとに回転していく状態となる。この状態はSmC*相と呼ばれている。SmC*相の螺旋周期は物質により数百nmから数μｍ程度である。N*相と同様に、螺旋周期が可視光領域にある場合には選択反射が起こり発色する。
SmC*相はその対称性から強誘電性を示しうることが知られている。典型的なSmC*強誘電性液晶では、分極は層内で分子の傾きと垂直な方向に発生する。螺旋構造があるため、巨視的には分極方向は打ち消しているが、螺旋構造と分極は直接はリンクしておらず、適当な化合物では螺旋が発散した状態で極性を保った状態を実現できる。
いくつかのSmC*相副次相の存在が知られている。SmCα*相はSmC*相の高温側に出現することのある相で、数分子程度の短い螺旋構造をとっている。SmCA*相は傾き方向が1層ごとに反転し、数百nm程度の螺旋周期も有する相で、分極は隣接層で相殺するが、強い外部電場により傾き方向がそろった状態に転移するので、反強誘電性相として知られている。そのほか、3層周期、4層周期、さらに多層周期の構造が見いだされている。層構造により反強誘電性かフェリ誘電性を示す。

### 重心位置に2次元周期構造（カラム構造）を持つ液晶相
多くの場合は円盤状分子または会合により円盤状になる分子がカラムを構成して、カラムが2次元配列した構造をとっている。カラム内の分子の重心位置には規則性がなく、この点で完全な結晶と異なっている。格子により以下のような分類がなされている。

#### ヘキサチックカラムナー相(Colh)
カラムが2次元的には六方格子を組んだ液晶相である。

#### レクタンギュラーカラムナー相(Colr)
カラムが形成する格子が長方形となったものである。

#### カラムナーオブリーク相(Colob)
カラムが形成する格子が平行四辺形となったものである。

## 歴史
（出典）
液晶はオーストリアの植物生理学者 フリードリヒ・ライニッツァーによって、1888年に発見された。ライニッツァーの論文以前に、現在の目からみると液晶を扱った論文もあるが、結晶と液体の中間状態としてきちんと認識されてはいなかった。ライニッツァーの研究の主題はコレステロールの分子構造の解明であり、精製のために合成した誘導体（安息香酸コレステリル）において二重の融点を見いだし、これが液晶の発見となった。その後、1920年代には、ジョルジュ・フリーデルによって、ネマチック、スメクチック、コレステリックという3分類が提唱された。
液晶は、その後、物理化学、生物との関係などの観点から研究が続けられていたが、1960年代になって、コレステリック液晶を用いた温度分布の可視化といった応用研究が始まり、1968年のRCAのジョージ・H・ハイルマイヤーらによる液晶ディスプレイの発表以来、応用面での研究が一気に開花した。
液晶に関する国際会議は1965年にKent State Universityで開催され、2回目が1968年に同じ場所で開催された後は、2年ごとに開催地を変えておこなわれている。日本では1980年に京都、2000年に仙台、そして、2018年に再び京都で開催されている。国際液晶学会は液晶の国際会議に遅れて1990年に組織された。国際液晶会議は、液晶全般について扱っているが、よりテーマを絞った内容の会議も行われている。
日本への液晶に関する知識の伝来は明治後期から大正初期に遡る。大幸勇吉の『物理化学』や片山正夫の『化学本論』には液晶が紹介されている。この他、第二次世界大戦前の応用物理学会誌における山本健磨の解説や、いくつかの書籍で液晶が取上げられている。日本語の「液晶」という用語については、山崎栄一の論文では「液晶または晶液」と、定まっていないが、液晶という表現が当時から主流である。苗村によると、RCAの発表直後に新聞当では訳語として「液体水晶」というものが使われたというが、学会誌などに掲載された解説記事類には、その用例は見当らない。
RCAの発表以前には、液晶の研究は日本では殆ど行われていない。僅かに玉虫による論文や、界面活性剤からみの論文が検索出来る程度である。この点は、物理化学研究の伝統を持つ欧米とは大きく異なった状況にある。RCAの発表以後は国内で液晶研究が行われるようになるが、当初から、多くの企業研究者が参加していることに一つの特徴がある。これらの研究者の中には有機半導体の研究から移ったものもいる。
液晶に関する学術講演は、様々な学会で行われていたが、1975年に日本化学会第33秋季年会連合討論会合同大会で応用物理学会と日本化学会の共催により液晶討論会が開催され、液晶に関する発表が分野横断で行われる場となった。その後、連合討論会から離れた単独開催になり、1997年の日本液晶学会の設立にともない、1998年以降は日本液晶学会討論会として継続している。

## 液晶に関わる都市伝説
「液晶ディスプレイの材料にはイカが使われている」という話と、「最初の液晶ディスプレイは、新人技術者の失敗から生まれた」という話が一部に出回っているが、これらは両方とも日本国内に限定されたもので、正しくない情報である。
1980年代に函館にあった日本化学飼料がイカの肝を原料としたダーク油からコレステリック液晶を製造販売していたのは事実である。また、この液晶をアクセサリーとして販売していた会社も存在する。液晶ディスプレイにイカが使われているという話には2つの系統があり、一つは、コレステリック液晶を使ったカラーテレビという、まったく実現されなかった話で、もう一つは、TN型液晶ディスプレイにイカ由来の原料が使われているという話である。後者に関しては、TN型液晶ディスプレイでコレステロール誘導体が使用されていたのは事実であるが、イカ由来のコレステロール誘導体の使用は確認されていない。また、イカ墨が天然の液晶物質であるという話も流布しているが、これも事実ではない。
液晶ディスプレイが新人の失敗から生れたという話はNHKのプロジェクトXが発祥と考えられる。当事者の記したものを調べると、プロジェクトX直後は、「大失敗」と表現されている事件は、2006年に公開された電気情報通信学会誌の記事では、『蓋を閉め忘れた液晶びんを見て、「しまった。空気中の水蒸気でシッフ塩基からなる液晶化合物が分解したかも知れない」と思うと同時に「そうだ、あの実験をやってみよう」と交流駆動の実験を行った』という話に、2007年の応用物理学会では、発明の内容について「イオン性有機化合物の意図的な添加であった。このアイデアの基礎となった液晶緩和現象と分子運動については、フランスのde Gennesらの液晶研究グループにより詳細な理論的検討がなされており、この論文はこの発明の切っ掛けをあたえてくれた。」と、先行研究があったことが示され、さらに2013年の書籍では、「1970年にOrsay LC GroupがPRL(Physical Review Letters)に出した論文で、ある程度のイオンがあればDSMが交流で効率よく起こることが理論解析で示されていた。しかし、1グラム数万円の液晶に不純物を添加するという行動は躊躇し、なかなか実行できない日々が続いていた。「このような時に幸運が舞い込んだ。」加水分解によりイオン性不純物が生じる液晶のサンプル瓶の蓋が閉め忘れて置いてあるのを見いだし「これはひょっとすると液晶が加水分解をしてイオン性不純物が増して液晶の導電率を上げてOrsayグループの言う交流駆動の条件を満足しているかも知れない」と早速この材料で交流駆動実験を行った。」という内容に変容する。交流の方が優れているという論文は、「大失敗」の1年前には公表されており、液晶を開発していたグループも目にする時間は十分にある。新人の失敗というストーリーは放送のための演出と考えるのが妥当である。